# فيلي شنايدر
فيلي شنايدر (بالألمانية: Willi Schneider)‏ هو متزلج صدري ألماني، ولد في 12 مارس 1963 في مدياس ‏ في رومانيا.

## وصلات خارجية
- فيلي شنايدر على موقع أوليمبيديا (الإنجليزية)